# Glucosammina-1-fosfato N-acetiltransferasi
La glucosammina-1-fosfato N-acetiltransferasi è un enzima appartenente alla classe delle transferasi, che catalizza la seguente reazione:
acetil-CoA + α-D-glucosammina 1-fosfato ⇄ CoA + N-acetil-α-D-glucosammina 1-fosfato
Si è dimostrato che l'enzima di diversi batteri (e.g., Escherichia coli, Bacillus subtilis ed Haemophilus influenzae) è bifunzionale  ed inoltre possiede l'attività della  UDP-N-acetilglucosammina difosforilasi (numero EC 2.7.7.23).